# Politikai Bizottság
A magyarországi kommunista pártok (Magyar Kommunista Párt [MKP], a Magyar Dolgozók Pártja [MDP] és a Magyar Szocialista Munkáspárt [MSZMP]) egyik vezető szerve. Politbürónak is nevezik.
A pártkongresszus által megválasztott legfelsőbb pártszerv a Központi Bizottság (1956-ig Központi Vezetőség) nagy létszáma miatt képtelen a napi gyakorlatban szükséges döntésekre, e célból jött létre a kisebb létszámmal (8–16 fő) működő Politikai Bizottság. Rendszerint tagja volt a miniszterelnök, a Hazafias Népfront vezetője és a szakszervezetek vezetői.
A pártállamban általában a hierarchia csúcsán egy, a pártvezető köré csoportosuló informális csoport áll (például Kínában, a kulturális forradalom idején a „négyek bandája” vagy Magyarországon, Rákosi idejében a „négyes fogat”).
Magyarországon az informális vezetés és a Politikai, illetve Központi Bizottság között helyezkedett el a Titkárság. A párt- és az állami funkciók birtoklása a Titkárságban dőlt el.
A magyar kommunista pártok Politikai Bizottságainak taglistája